# Matthew Rolston
Matthew Russel Rolston, är en hyllad amerikansk fotograf och videoregissör, känd för videor inom pop och R&B genren.

## Filmografi (musikvideor)

### 1900-talet
| År   | Artist / Band / Grupp                                      | Musikvideo                                    |
| ---- | ---------------------------------------------------------- | --------------------------------------------- |
| 1987 | Michael Jackson                                            | "Bad"                                         |
| 1989 | Jody Watley                                                | "The Last Worthless Evening"                  |
| 1989 | Don Henley                                                 | "Precious Love"                               |
| 1990 | Jody Watley                                                | "After You, Who?"                             |
| 1991 | Karyn White                                                | "Romantic"                                    |
| 1992 | En Vogue                                                   | "My Lovin' (You're Never Gonna Get It)"       |
| 1993 | Salt-n-Pepa & En Vogue                                     | "Whatta Man"                                  |
| 1993 | Debbie Gibson                                              | "Losin' Myself"                               |
| 1993 | David Bowie                                                | "Miracle Goodnight"                           |
| 1994 | TLC                                                        | "Creep"                                       |
| 1994 | Salt-n-Pepa                                                | "None of Your Business"                       |
| 1994 | New Kids on the Block                                      | "Never Let You Go"                            |
| 1994 | Eternal                                                    | "Just a Step from Heaven"                     |
| 1994 | Jon Secada                                                 | "If You Go"                                   |
| 1994 | Crystal Waters                                             | "100% Pure Love"                              |
| 1994 | Brand New Heavies                                          | "Brother Sister"                              |
| 1995 | Quincy Jones feat. Babyface, Tamia, Portrait & Barry White | "Slow Jams"                                   |
| 1995 | Mary J. Blige                                              | "I'm Goin' Down"                              |
| 1995 | TLC                                                        | "Red Light Special"                           |
| 1995 | Brandy                                                     | "Best Friend"                                 |
| 1995 | Seal                                                       | "Kiss from a Rose"                            |
| 1995 | Paula Abdul                                                | "Crazy Cool"                                  |
| 1995 | Quincy Jones feat. Tamia                                   | "You Put a Move on My Heart"                  |
| 1996 | En Vogue                                                   | "Don't Let Go (Love)"                         |
| 1996 | Lenny Kravitz                                              | "Can't Get You off My Mind"                   |
| 1996 | Bryan Adams                                                | "The Only Thing That Looks Good on Me Is You" |
| 1996 | Bryan Adams                                                | "Let's Make a Night to Remember"              |
| 1996 | Paula Abdul                                                | "Ain't Never Gonna Give You Up"               |
| 1997 | En Vogue                                                   | "Whatever"                                    |
| 1997 | Jewel                                                      | "Foolish Games"                               |
| 1997 | Salt-n-Pepa feat. Sheryl Crow                              | "Imagine"                                     |
| 1997 | Maxwell                                                    | "Sumthin' Sumthin' the Mantra"                |
| 1997 | Lori Carson                                                | "Something's Got Me"                          |
| 1997 | Morrissey                                                  | "Alma Matters"                                |
| 1997 | Marilyn Manson                                             | "Long Hard Road out of Hell"                  |
| 1998 | Matchbox Twenty                                            | "Real World"                                  |
| 1998 | Foo Fighters                                               | "Walking After You"                           |
| 1998 | Garbage                                                    | "I Think I'm Paranoid"                        |
| 1998 | Natalie Imbruglia                                          | "Wishing I Was There"                         |
| 1998 | Lenny Kravitz                                              | "Thinking of You"                             |
| 1998 | Madonna                                                    | "The Power of Good-Bye"                       |
| 1998 | Natalie Imbruglia                                          | "Smoke"                                       |
| 1998 | Sheryl Crow                                                | "There Goes the Neighborhood"                 |
| 1998 | Janet Jackson                                              | "Every Time"                                  |
| 1999 | Jewel                                                      | "Jupiter (Swallow the Moon)"                  |
| 1999 | Jewel                                                      | "What's Simple Is True"                       |

### 2000-talet
| År   | Artist / Band / Grupp               | Musikvideo                  |
| ---- | ----------------------------------- | --------------------------- |
| 2000 | Lucie Silvas                        | "It's Too Late"             |
| 2000 | Melanie G                           | "Word Up"                   |
| 2000 | M2M                                 | "Mirror Mirror"             |
| 2000 | Lucy Pearl                          | "Don't Mess with My Man"    |
| 2000 | Backstreet Boys                     | "Shape of My Heart"         |
| 2001 | Mandy Moore                         | "In My Pocket"              |
| 2001 | Poe                                 | "Hey Pretty"                |
| 2001 | Destiny's Child                     | "Bootylicious"              |
| 2001 | Dido                                | "Hunter"                    |
| 2002 | Faith Evans                         | "I Love You"                |
| 2002 | Lenny Kravitz                       | "Believe in Me"             |
| 2002 | Beyoncé                             | "Work It Out"               |
| 2002 | LeAnn Rimes                         | "Life Goes On"              |
| 2002 | Enrique Iglesias                    | "Love to See You Cry"       |
| 2002 | Nick Carter                         | "Do I Have to Cry for You?" |
| 2003 | Anastacia                           | "Love Is a Crime"           |
| 2003 | Clay Aiken                          | "This Is the Night"         |
| 2003 | Dream feat. Loon                    | "Crazy"                     |
| 2003 | Sugababes                           | "Hole in the Head"          |
| 2004 | Jamelia                             | "Thank You"                 |
| 2004 | George Michael                      | "Amazing"                   |
| 2004 | Sugababes                           | "In the Middle"             |
| 2004 | Jessica Simpson                     | "Angels"                    |
| 2004 | Christina Milian                    | "Dip It Low"                |
| 2004 | Brandy                              | "Afrodisiac"                |
| 2005 | Slim Thug feat. The Three Bad Girls | "Inside"                    |
| 2005 | Natasha Bedingfield                 | "I Bruise Easily"           |
| 2005 | Sugababes                           | "Push the Button"           |
| 2005 | Destiny's Child                     | "Stand up for Love"         |
| 2005 | Eurythmics                          | "I've Got a Life"           |
| 2005 | Mary J. Blige                       | "Be Without You"            |
| 2006 | Jewel                               | "Again and Again"           |
| 2006 | Jessica Simpson                     | "I Belong to Me"            |
| 2006 | Beyoncé                             | "Listen"                    |
| 2007 | Hilary Duff                         | "With Love"                 |
| 2007 | Christina Aguilera                  | "Candyman"                  |